# Hemihyalea celsicola
Hemihyalea celsicola är en fjärilsart som beskrevs av De Toulgoët 1982. Hemihyalea celsicola ingår i släktet Hemihyalea och familjen björnspinnare. Inga underarter finns listade i Catalogue of Life.